# Brestova
 Ovo je glavno značenje pojma Brestova. Za trajekt pogledajte M/T Brestova.
Brestova je naselje na istočnoj obali Istre. Nalazi se ispod grebena Učke.
Brestova je važna poveznica između kopna (u Istri) i otoka Cresa, jer postoji trajektna linija Brestova-Porozina. To dokazuje i podatak da se tijekom turističke sezone na toj liniji preveze više od 10.000 vozila [nedostaje izvor].